# ويليام ألفرد روبنسون (سياسي)
ويليام ألفرد روبنسون هو محامي وسياسي كندي، ولد في 12 يوليو 1905 في بنيتنجويشين في كندا، وتوفي في 15 نوفمبر 1957. حزبياً، نشط في الحزب الليبرالي الكندي. وقد انتخب عضو مجلس العموم الكندي.